# عدد وبر

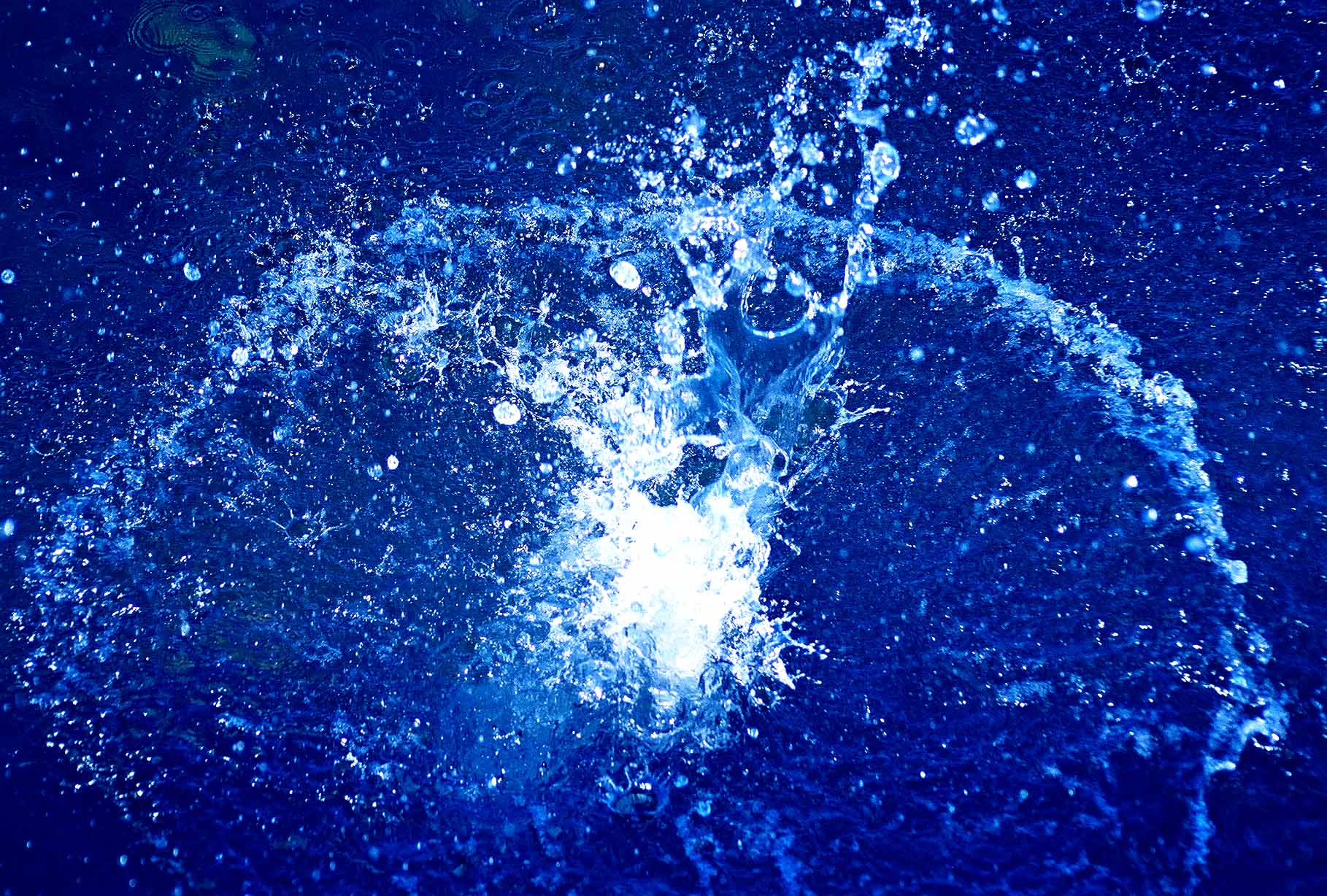
یک پاشش آب پس از برخورد نیمی از یک آجر به آب. آجر در جهتی بین ساعت ۷ و ۸ از مرکز برخورد قابل مشاهده است.

عدد وبر(به انگلیسی: Weber number) عددی بدون بعد است که در دینامیک سیالات، نسبت نیروی اینرسی به نیروی کشش سطحی شناخته می‌شود و در مواردی که جسم بسیار بزرگ است این عدد بسیار کوچک و قابل چشم‌پوشی است.
از فرمول زیر بدست می‌آید:
{\displaystyle {\frac {\rho V^{2}/L}{\sigma /L^{2}}}={\frac {\rho V^{2}L}{\sigma }}}
که در آن:
{\displaystyle \rho } چگالی
L طول مقطع جریان
V سرعت
{\displaystyle \sigma } کشش سطحی است.